# Куп три нације 1996.
Куп три нације 1996. (службени назив: 1996 Tri Nations Series) је било 1. издање овог најквалитетнијег репрезентативног рагби такмичења Јужне хемисфере.
Премијерно издање шампионата Јужне хемисфере освојио је Нови Зеланд.

## Учесници
Напомена:
|   | Селекција                          | Стадион                            | Селектор       | Капитен       |
| - | ---------------------------------- | ---------------------------------- | -------------- | ------------- |
| 1 | Рагби репрезентација ЈАР           | Стадион Њулендс, Кејптаун (51 900) | Андре Маркграф | Гери Тајхман  |
| 2 | Рагби репрезентација Новог Зеланда | АМИ Стадион, Крајстчерч (36 628)   | Џон Харт       | Пол Хендерсон |
| 3 | Рагби репрезентација Аустралије    | Стадион Санкорп, Сиднеј (52 500)   | Грег Смит      | Џон Илс       |

## Такмичење
Нови Зеланд - Аустралија 43-6
Аустралија - Јужна Африка 21-16
Нови Зеланд - Јужна Африка 15-11
Аустралија - Нови Зеланд 25-32
Јужна Африка - Аустралија 25-19
Јужна Африка - Нови Зеланд 18-29

## Табела
|   | Селекција   | ИГ | Д | Н | И | ПД  | ПП  | ПР  | БП | Б  |  |
| - | ----------- | -- | - | - | - | --- | --- | --- | -- | -- |  |
| 1 | Ол блекси   | 4  | 4 | 0 | 0 | 119 | 60  | +59 | 1  | 17 |  |
| 2 | Спрингбокси | 4  | 1 | 0 | 3 | 70  | 84  | -14 | 2  | 6  |  |
| 3 | Валабиси    | 4  | 1 | 0 | 3 | 71  | 116 | -45 | 2  | 6  |  |

| Победник Купа три нације 1996. |
| ------------------------------ |
| Нови Зеланд 1. титула          |